# Diabeł
Diabeł este un film istoric polonez din 1972 cu elemente de groază scris și regizat de Andrzej Żuławski.  În momentul lansării programate, în 1972, acesta a fost interzis de guvernul comunist din Polonia, iar premiera sa a avut loc abia în 1988.

## Rezumat
Filmul începe în mijlocul invaziei Prusiei asupra Poloniei în anii 1790. Un străin îmbrăcat în negru (Wojciech Pszoniak) intră într-o închisoare unde Jakub (Leszek Teleszyński) este reținut sub acuzația că a încercat să-l asasineze pe rege ca parte a unei conspirații. Străinul îl eliberează pe Jakub în mijlocul unei revolte, îi spune să se întoarcă acasă și trimite o călugăriță îmbrăcată în alb, numită Zakonnica (Monika Niemczyk) pentru a-l însoți pe Jakub. Zakonnica pare a fi o reprezentare a binelui/a lui Dumnezeu iar Străinul o reprezentare a răului / Diavolului. În cea mai mare parte a filmului, Zakonnica rămâne într-o stare de groază fiind uimită de lucrurile la care ea și Jakub sunt martori.
Pe parcurs, Jakub (care este urmărit tot timpul de Străin) întâlnește un grup hedonist de actori, toți dorind să-l seducă. El află că cel mai bun prieten al său (cu care a și conspirat) că i-ar fi spus logodnicei sale gravide că Jakub a fost ucis și că s-ar fi căsătorit cu ea (în schimbul acestor fapte, se pare că prietenul lui Jakub lucrează acum pentru rege). Jakub se întoarce acasă doar pentru a afla că tatăl său s-a sinucis și sora sa a înnebunit. Gospodăria este condusă de fratele său vitreg, care râde de cauza lui Jakub și intenționează să se căsătorească cu sora lui Jakub (pe care o bate fără milă). Jakub află, de asemenea, că mama sa (care i-a abandonat pe Jakub și sora sa când erau copii) a trăit de fapt întreaga viață, conducând un bordel. El se confruntă cu mama sa la bordel (mama nu pare să-l recunoască pe Jakub) unde aproape că se culcă împreună (taburile sexuale intra-familiale sunt o temă comună de-a lungul filmului. Sora este logodită cu fratele ei vitreg și aparent a fost violată de tatăl lor după ce acesta a înnebunit. Jakub pare să aibă sentimente romantice pentru mama și sora sa). Jakub își descarcă furia pe o prostituată din bordel, trăindu-i gâtul cu un brici ascuțit, care i-a fost dat de Străin.
Scârbit de faptele sale, Jakub caută consolare la Zakonnica, dar aceasta îl îndepărtează. Jakub pare să înnebunească. Se întoarce la castelul prietenului său pentru a încerca să se reîntâlnească cu logodnica sa, doar pentru a fi bătut (și apoi, sărutat) de fostul său cel mai bun prieten. El este găsit de aceeași trupă de actori și este sedus de una dintre actrițe. În timp ce face sex cu aceasta, este atacat de un alt actor din gelozie. Jakub ucide actorul și actrița și este urmărit de restul trupei. Conducătorul trupei (un bărbat) încearcă să se culce cu Jakub, pentru a nu-l denunța autorităților. Străinul apare și îl salvează pe Jakub ucigându-l pe conducătorul trupei. Străinul îl duce apoi pe Jakub la bordelul mamei sale.
Mama îl îmbrățișează pe Jakub (știind acum cine este) și îl duce la subsol unde mai mulți oameni sunt angajați în tot felul de acțiuni hedoniste. Ea spune că el poate rămâne cu ea ca prostituată, iar oamenii vor fi încântați de orice crimă pe care o va comite. De asemenea, ea susține că Străinul este un funcționar guvernamental de nivel scăzut. După ce mai devreme Străinul i-a spus că este menit să curețe lumea de ce nu este adevărat, Jakub își ucide mama și gonește mulțimea. Apoi se întoarce acasă unde își ucide fratele vitreg, apoi din milă își omoară sora lui (care a fost bătută oribil de fratele lor vitreg însetat de sânge) și dă foc casei familiei. El se reîntâlnește cu Zakonnica și, deși se îmbrățișează, cei doi nu fac dragoste.
Ei călătoresc într-un loc în care Jakub s-a jucat când era copil și o găsește pe fosta sa logodnică acolo. Ea își exprimă dorința de a fugi cu Jakub, dar apoi moare din cauza complicațiilor cu sarcina sa (și ajunge pe lumea cealaltă în ciuda faptului că Jakub a pledat în fața Zakonnicăi pentru a o salva). Înfuriat, Jakub se întoarce în casa celui mai bun prieten al său și își ucide prietenul într-un duel. Zakonnica îl ajută pe Jakub care delirează să fugă în pădure, unde sunt întâmpinați din nou de Străin. Străinul îi cere lui Jakub să semneze un document care să-i identifice pe toți foștii săi prieteni și din familia sa ca pe conspiratori împotriva regelui și în care să adauge că Străinul a fost cel care a demascat conspirația (acest lucru pare să confirme afirmațiile Mamei că Străinul este într-adevăr un om care lucrează pentru stăpânire). Străinul spune că a trebuit să-i arate lui Jakub adevărul despre familia și prietenii lui, altfel nu ar fi renunțat niciodată la ei. Jakub este de acord să semneze numai dacă Străinul îi poate spune dacă lumea are și frumusețe în ea sau dacă este toată coruptă. Străinul îi spune că lumea este frumoasă (și își prezintă sentimentele despre lume prin dans). După ce Jakub semnează documentul, Străinul îl împușcă mortal în cap și o ia cu el pe Zakonnica.
Cei doi merg la soldații prusaci, unde Străinul le înmânează documentele semnate de Jakub. Soldații îl critică pe Străin ca fiind imoral, îl plătesc pentru munca sa și îi batjocoresc eforturile de a corupe sufletul lui Jakub. Înfuriat, dar incapabil să-i învingă pe soldați, Străinul o atacă și începe s-o violeze pe Zakonnica. Ea se folosește de ocazie pentru a fura briciul ascuțit al Străinului și-l castrează. Străinul se transformă într-un lup (sugerând că într-adevăr a fost Diavolul) și moare din cauza rănilor sale. Filmul se încheie cu Zakonnica stând victorioasă peste cadavrul în formă de câine al Străinului.

## Distribuție
- Wojciech Pszoniak ca Străinul / Diabel
- Leszek Teleszyński ca Jakub
- Małgorzata Braunek ca Narzeczona
- Iga Mayr ca matka Jakuba
- Wiktor Sadecki ca Herz
- Michal Grudzinski ca Ezechiel
- Maciej Englert ca Hrabia
- Monika Niemczyk ca Zakonnica

## Producție
Scenariul filmului a fost publicat în 1969 în revista lunară poloneză Cinema prin care se anunța un viitor film de groază clasic. Presa a publicat articole despre scenariul filmului, iar regizorul a acordat interviuri despre filmul realizat. Cu toate acestea, Diabeł a fost oprit de cenzura comunistă din cauza cruzimii și a scenelor erotice prea îndrăznețe pentru acea perioadă pe care conducătorii industriei cinematografice le-au văzut în acest film. Acest lucru a fost probabil doar o scuză pentru a împiedica această lucrare vizionară cu implicații politice să fie urmărită la scară largă. După acest eveniment, Żuławski a părăsit Polonia, a decis să se mute în Franța, unde a regizat Important e să iubești (L'important c'est d'aimer) (1975) împreună cu Romy Schneider.
Filmul nu a fost distrus de cenzura comunistă și difuzarea sa în cinematografe a fost suspendată. În 1975, la recomandările cenzorilor, Oficiul principal pentru controlul presei, publicațiilor și spectacolelor a interzis, de asemenea, publicarea oricăror informații despre acest film. În cartea sa despre cenzura din Republica Populară Polonă, Wielka księga cenzury PRL w dokumentach, Tomasz Strzyżewski citează un document secret oficial al biroului de control, care precizează sfera interferenței cenzurii, alături de o listă de filme interzise. În ciuda deblocării multor filme necenzurate anterior după august 1980, premiera filmului Diabeł a avut loc abia peste opt ani, în 1988.
După întoarcerea sa în Polonia, regizorul a lucrat timp de doi ani la un film pe care autoritățile nu i-au permis să-l termine (Na srebrnym globie), pe baza unei cărți a unchiului său, Jerzy Żuławski. Sfârșitul suprimării filmului Diabeł a dus la o examinare și mai atentă din partea autorităților a echipei de producție Zespół Filmowy „X”, la plecarea lui Żuławski din nou în Franța dar și la un climat de control relaxat și excluderea echipei din cinematografe, ceea ce a avut ca efect retrogradarea pentru o perioadă a întregii producții a echipei Zespół Filmowy „X către producțiile de televiziune.

## Lansare
În momentul lansării programate, în 1972, acesta a fost interzis de guvernul comunist din Polonia, iar premiera sa a avut loc abia în 1988. Filmul a fost lansat și pe DVD de Polart la 23 octombrie 2007.

## Recepție
Sean Leonard de la HorrorNews.net a oferit filmului o recenzie majoritar pozitivă, elogiind cinematografia filmului și actoria, menționând, de asemenea, că filmul nu are sens. Jeremiah Kipp, de la Slant Magazine, a oferit lăudat similar filmul, scriind: „Societatea pentru Zulawski este doar o fațetă subțire folosită pentru a deghiza sadismul oribil și nefericirea care pândește în interiorul fiecărei inimi umane."